# Falarek (album)
Falarek – album polskiego zespołu Falarek Band, wydany w 1996.
Falarek jest jedyną pełną płytą zespołu. Muzyka znajdująca się na albumie powstała w latach 1993–1995. Materiał nagrano i zremiksowano w Gold Rock Studio, a także w Studiu Dźwiękowym Wytwórni Filmów w Łodzi. Teksty napisał Robert Brylewski, muzyka była wspólnym dziełem wszystkich członków Falarka. Inne miksy kilku utworów zawartych na płycie znalazły się na epce zatytułowanej + + +.

## Lista utworów
1. "Freex" – 3:48
2. "Krosses!" – 3:42
3. "Hćiwy" – 3:13
4. "67 mil" – 5:20
5. "Klepsydry" – 4:05
6. "Jestem jeż" – 4:02
7. "Reinkarnacje" – 3:58
8. "F.B." – 2:35
9. "Tel:" – 5:38
10. "Epicore" – 3:09
11. (utwór nie uwzględniony na okładce) – 14:05
12. "Klepsydry (radio–mix)" – 3:22

## Skład
- Robert Brylewski – wokal, gitara, klawisze, instrumenty perkusyjne
- Piotr "Fala" Falkowski – perkusja, gitara, instrumenty klawiszowe
- Arkadiusz Antonowicz – gitara basowa
- Jarosław "Smok" Smak – gitara
- Piotr Subotkiewicz – instrumenty klawiszowe

Gościnnie:
- Macho Sado – gitara (w utworze "Hćiwy")
- Sara i Ewa Brylewska – wokale (w utworze "Reinkarnacje")